# 光学式車両感知器
光学式車両感知器（こうがくしきしゃりょうかんちき）は道路上に設置され、車載器搭載車両との双方向通信をするための路上インフラ装置である。設置機関は、各都道府県警察。通称は「光ビーコン」。

## 概要
交通警察の推進するUTMSの要となる機器である。指向性が非常に高い近赤外線技術を応用した、走行車両の車載装置との双方向通信機能と車両感知機能を併せ持つ。
光ビーコンは車線上に設置される投受光器と路側に設置される制御機で構成される。道路の各車線の真上約5.5mの高さに設置された投受光器からの近赤外線を利用して走行車両の車載装置との双方向通信を実施し得た情報を交通管制センターに送信する。光ビーコンがリアルタイムの交通情報を送信することで、より精度の高い交通情報を得ることができる。
車両感知機能としては、投受光器からの赤外線を利用して、その往復時間の長短により車両（軽自動車以上）の存在を感知する。
投受光器の発光素子には、寿命等を考慮してLED（発光ダイオード）か用いられているが、光学系の汚れによる性能の低下が予想されるため、メンテナンスが必要な場合がある。
感知性能、感知応答時間、感知領域等については他の車両感知器（超音波式車両感知器・マイクロ波式車両感知器）と同等以上である。
時速70km/hまで対応することができ、主として一般道路のうち情報提供を実施している路線に設置されている。高速道路では主としてループコイル式車両感知器が、都市高速では主として超音波式車両感知器が設置されている。
近年、メンテナンスの簡素化や電波利用料等の諸経費削減のため、都道府県警察が1620kHzで放送してきた道路情報ラジオを廃止し、当該感知器を設置することでコンパクトに道路情報を提供できるとして、その役割が移行しつつある。（赤外線を利用した通信は、「無線局」に該当しないため、無線局免許状は必要ない。よって、日常かかる経費は、電気料金、中央装置との通信費、メンテナンス料程度になる。）

## 提供サービス
- 交通情報提供システム (AMIS)
  - 車両感知器として渋滞を検知するだけでなく、対応車両に搭載されているVICS光ビーコン車載器が持つID番号を受信し、プローブ情報として一定区間における実際の通過所要時間を計算するのに使用される。また、光ビーコン車載器を搭載した車が光ビーコン直下を通過した際に交通情報を提供する。このときに提供する情報として、渋滞情報、旅行時間情報等があり、その提供形態も簡易図形、文字情報がある。
- 安全運転支援システム (DSSS)
  - 光ビーコンから車載器に危険因子（例えば、渋滞末尾への追突事故が多発する場所での渋滞）の情報を提供し、カーナビの画面上に簡易図形を表示して受信音を発することにより、ドライバーに情報を伝える[1]。2027年3月末に運用を終了することが予告されている[2]。
- 信号情報活用支援システム (TSPS)
  - 光ビーコンから車載器に信号情報を提供し、信号交差点を円滑に通行するための運転を支援する。光ビーコンから取得できる信号情報と、自車の位置や速度の情報を用いて車載機が交通状況や運転シーンに応じた適正な速度や情報の提供を行う[3]。

- 現場急行支援システム (FAST)
  - 緊急自動車（パトカー、消防車、救急車等）の運行時に赤信号での交差点通過を抑制するために、現場への最適経路を提供したり、進行方向の信号機の青時間を延長又は赤時間の短縮等をし現場へ急行時間を短縮する。さらに交通情報板及びVICS光ビーコンの簡易図形表示により、他車に緊急車両の接近を知らせることもできる[4]。
- 公共車両優先システム (PTPS)
- 車両運行管理システム (MOCS)